# Mario Jannelli
Mario Jannelli (Tricarico, 11 gennaio 1892 – Roma, 13 luglio 1958) è stato un avvocato e politico italiano.

## Biografia
Nato da una famiglia di origine rurale, studiò giurisprudenza, si trasferì a Salerno e divenne avvocato penalista.
Allo scoppio della prima guerra mondiale si aggregò agli interventisti e partì volontario; fu ferito al fronte restando mutilato. Fatto prigioniero, fu internato in Austria ed in Ungheria.
Aderì al Partito Nazionale Fascista e nel 1927 divenne massimo dirigente dell'Unione Sportiva Salernitana Fascista appena rifondata grazie ad una fusione tra due sodalizi preesistenti (Campania e Libertas).
Fu la maggiore figura della classe dirigente di Salerno; della città fu podestà per cinque anni dal 1930 al 1934. Fu anche consigliere nazionale nella camera dei fasci e delle corporazioni.
Dal 1935 fino al 1943 fu sottosegretario alle comunicazioni per le ferrovie.
Il 4 novembre 1936 inaugura la nuova stazione ferroviaria di Redipuglia, progettata dall'architetto Roberto Narducci. Il 28 ottobre 1938 inaugura anche la nuova stazione ferroviaria di Battipaglia, progettata dallo stesso Narducci.
Nel 1943 fu nominato presidente del “Casino Sociale”.
Processato nel dopoguerra per il suo passato di gerarca, fu deputato, per la circoscrizione Avellino-Benevento-Salerno, della II legislatura della Repubblica Italiana dopo le elezioni politiche del 1953, per il Movimento Sociale Italiano salvo poi distaccarsene per aderire al Partito Monarchico Popolare, del quale fu anche segretario nazionale.
Dopo l'insuccesso elettorale nelle votazioni per la terza legislatura, si dimise da segretario nazionale del partito.